# Randy Tate
Randall Lee Tate (Florence, 3 de octubre de 1952-Muscle Shoals, 25 de marzo de 2021) fue un beisbolista profesional estadounidense que jugó como lanzador para los New York Mets en su temporada de 1975.

## Trayectoria
Su récord durante la temporada 1975 fue de 5 victorias y 13 derrotas con un promedio de carreras limpias de 4.45. Si bien Tate es conocido por no haber logrado nunca un hit en las Grandes Ligas a pesar de tener 41 turnos al bate, es conocido por casi lanzar un juego sin hits el 4 de agosto de 1975 en el Shea Stadium contra los Montreal Expos. A pesar de no permitir un hit en siete entradas y una tercera parte, Tate terminó perdiendo el juego que parece haber sido la gota que colmó el vaso para la gerencia de los Mets con respecto al mandato del manager Yogi Berra, quien fue despedido al día siguiente.
Después de pasar toda la temporada de 1975 en la rotación de lanzadores abridores de los Mets, Tate fue enviado a la filial de ligas menores AAA de los Mets en Tidewater para la temporada de 1976. Lanzó mal y nunca volvió a aparecer en Grandes Ligas. Después de 1976, Tate fue cambiado a los Pittsburgh Pirates y lanzó para su filial de Triple A. Se rompió el manguito rotador y fue expulsado de la liga.

## Fallecimiento
Tate murió por complicaciones de COVID-19 en Muscle Shoals, Alabama el 25 de marzo de 2021, durante la pandemia de COVID-19 en Alabama. Tenía 68 años.